# Nhà thờ chính tòa Almudena
Nhà thờ chính tòa Almudena (tước hiệu: Nhà thờ chính tòa Thánh Maria của Hoàng gia Almudena, tiếng Tây Ban Nha: Santa María la Real de La Almudena) là nhà thờ chính tòa của Tổng giáo phận Madrid, thuộc Giáo hội Công giáo Rôma. Nhà thờ được Giáo hoàng Gioan Phaolô II cung hiến vào năm 1993.
Khi thủ đô Tây Ban Nha chuyển từ Toledo đến Madrid vào năm 1561, tòa giám mục của Tây Ban Nha vẫn ở Toledo và thủ đô mới chưa có nhà thờ chính tòa. Các kế hoạch vạch ra việc xây dựng nhà thờ ở Madrid để cung hiến cho Đức Mẹ Almudena được thảo luận vào đầu thế kỷ 16 ngay cả khi ở Tây Ban Nha có hơn 40 thành phố ở thế giới mới trong suốt thế kỷ và nhiều nhà thờ chính tòa, chi phí mở rộng và duy trì Đế chế được ưu tiên và việc xây dựng nhà thờ bị hoãn lại. Xây dựng một nhà thờ lớn nhất trên thế giới được xem là một ưu tiên, tất cả các thành phố Tây Ban Nha khác có các nhà thờ chính tòa lâu đời, Madrid cũng có các nhà thờ cũ nhưng việc xây dựng Almudena chỉ bắt đầu từ năm 1879.

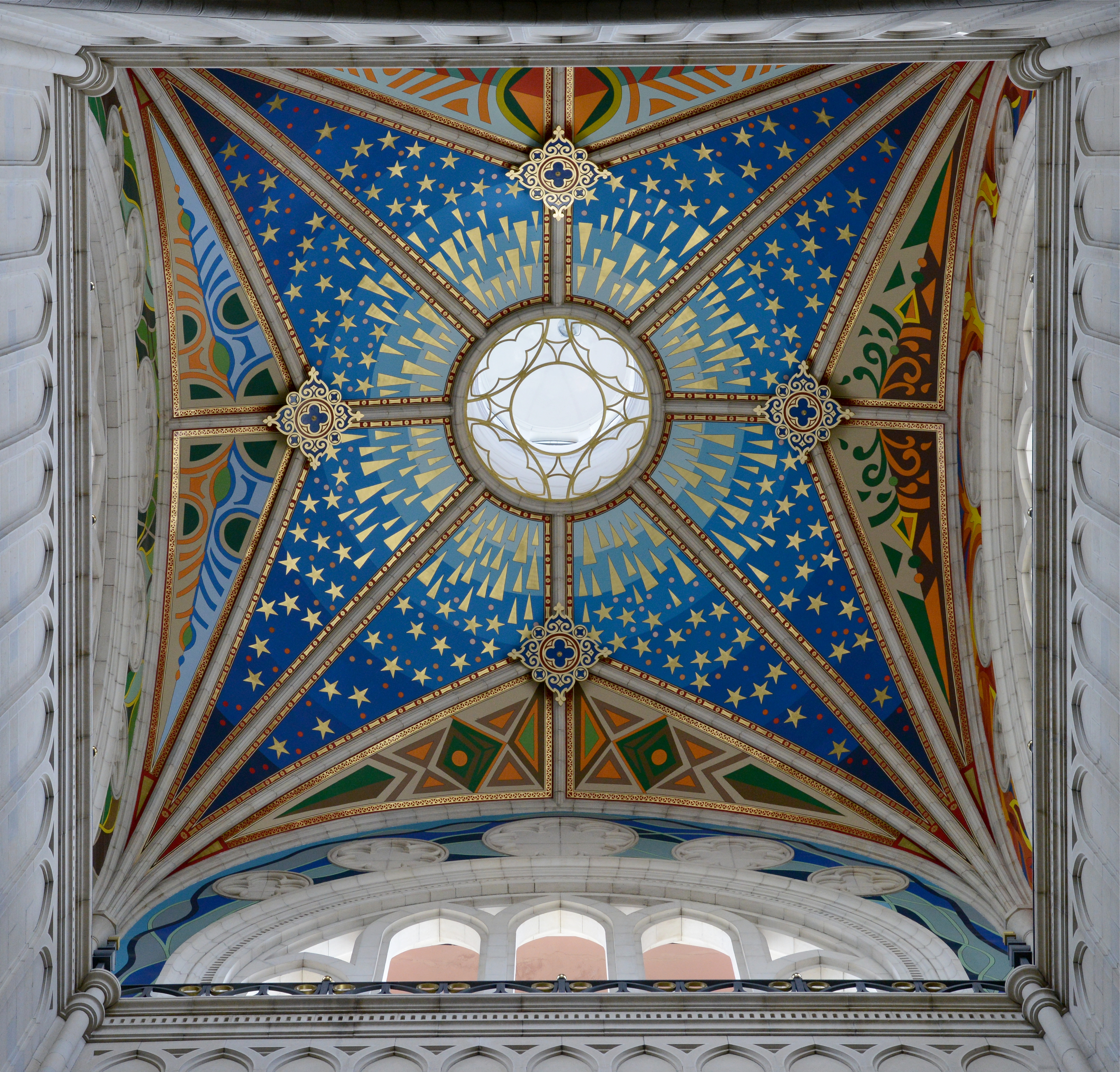
Mái vòm quảng trường của nhà thờ chính tòa

## Hình ảnh

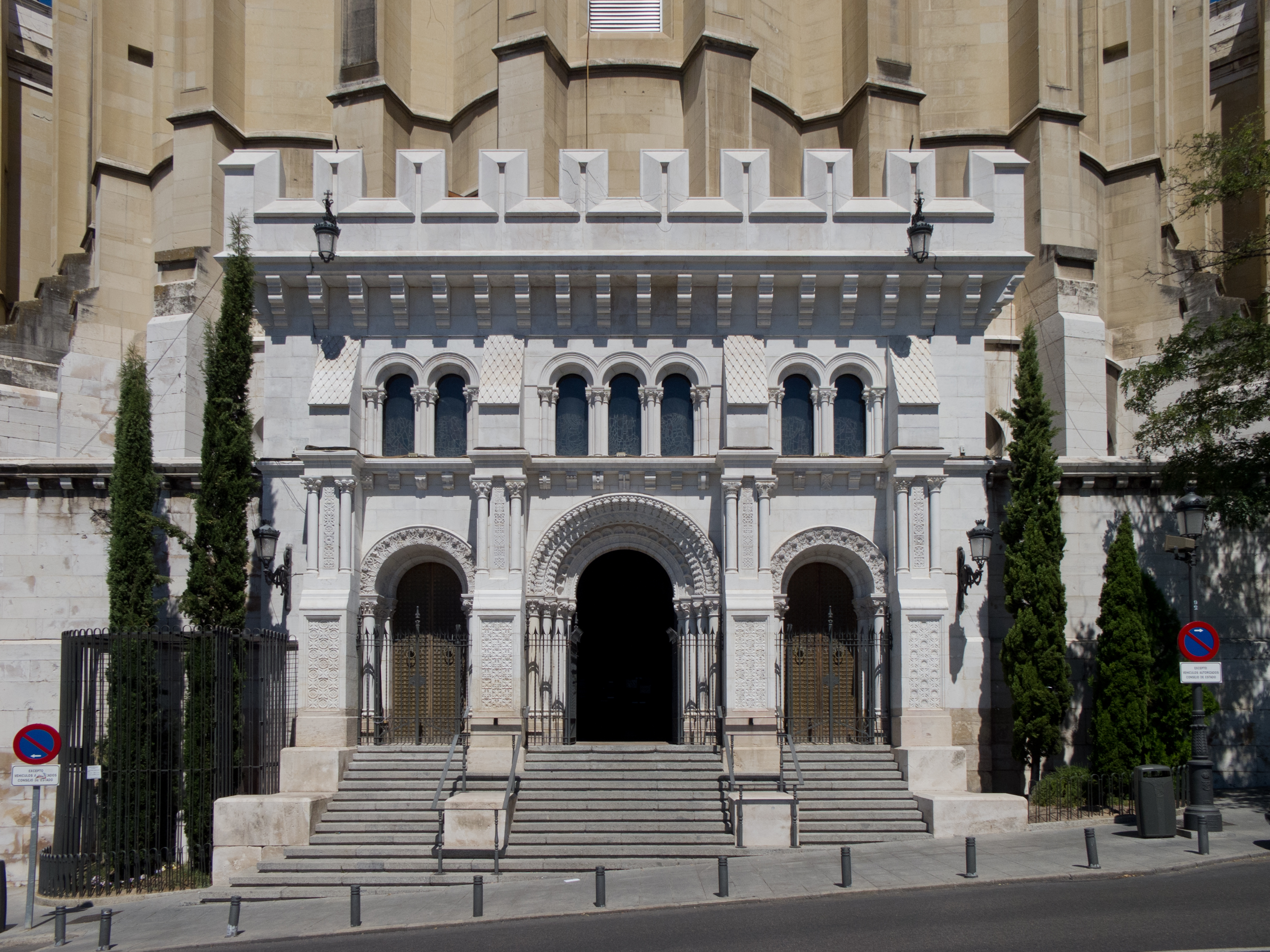
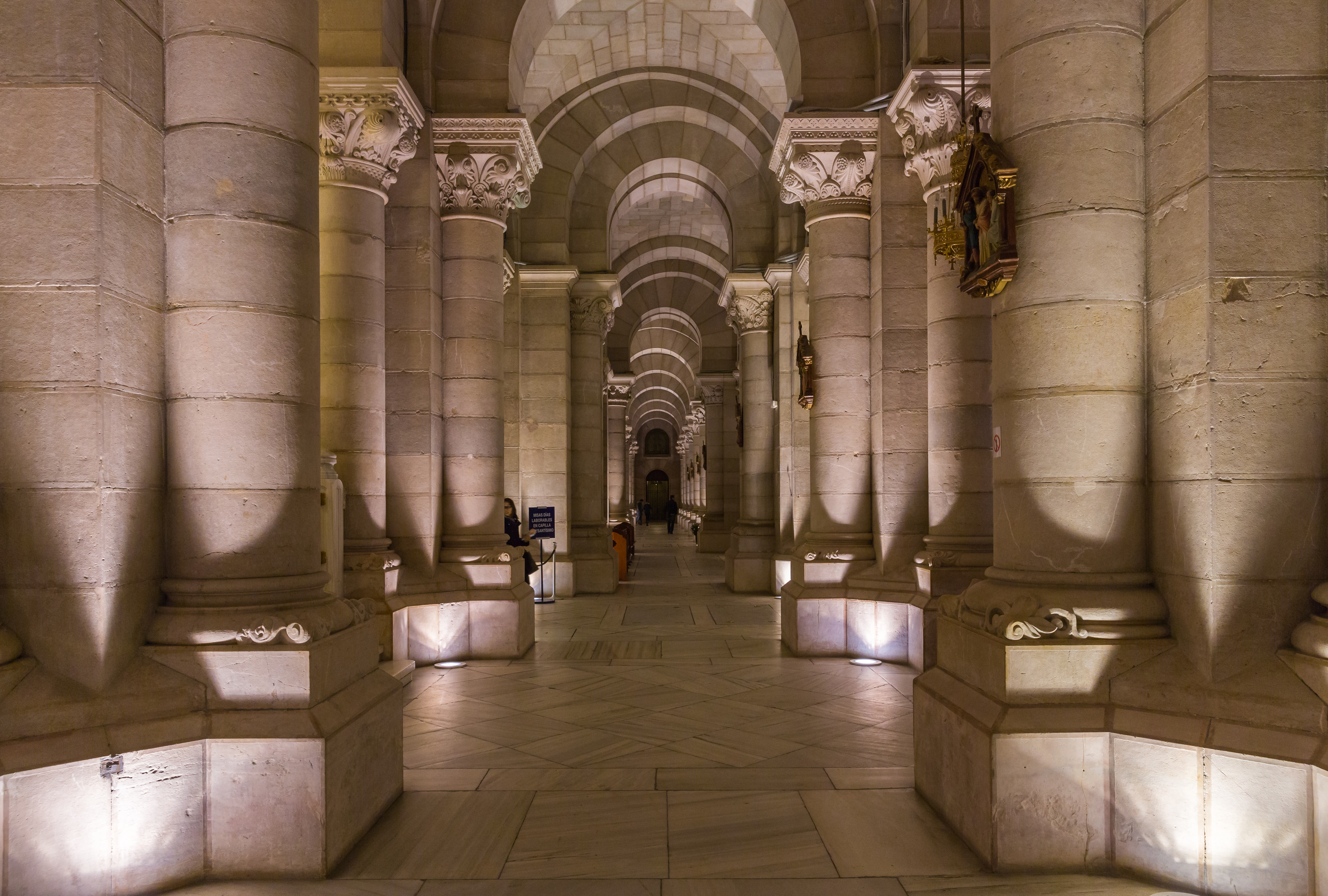
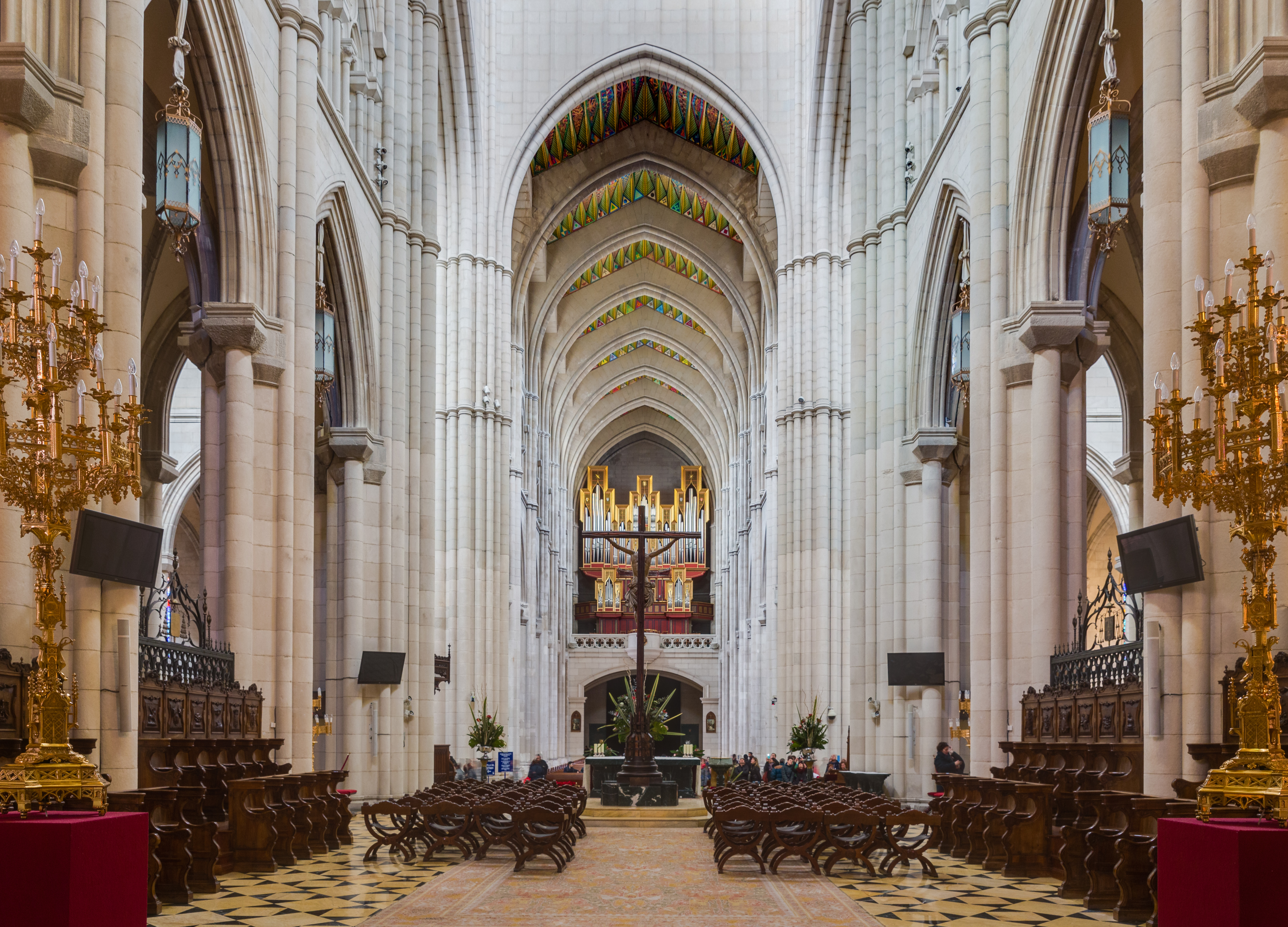
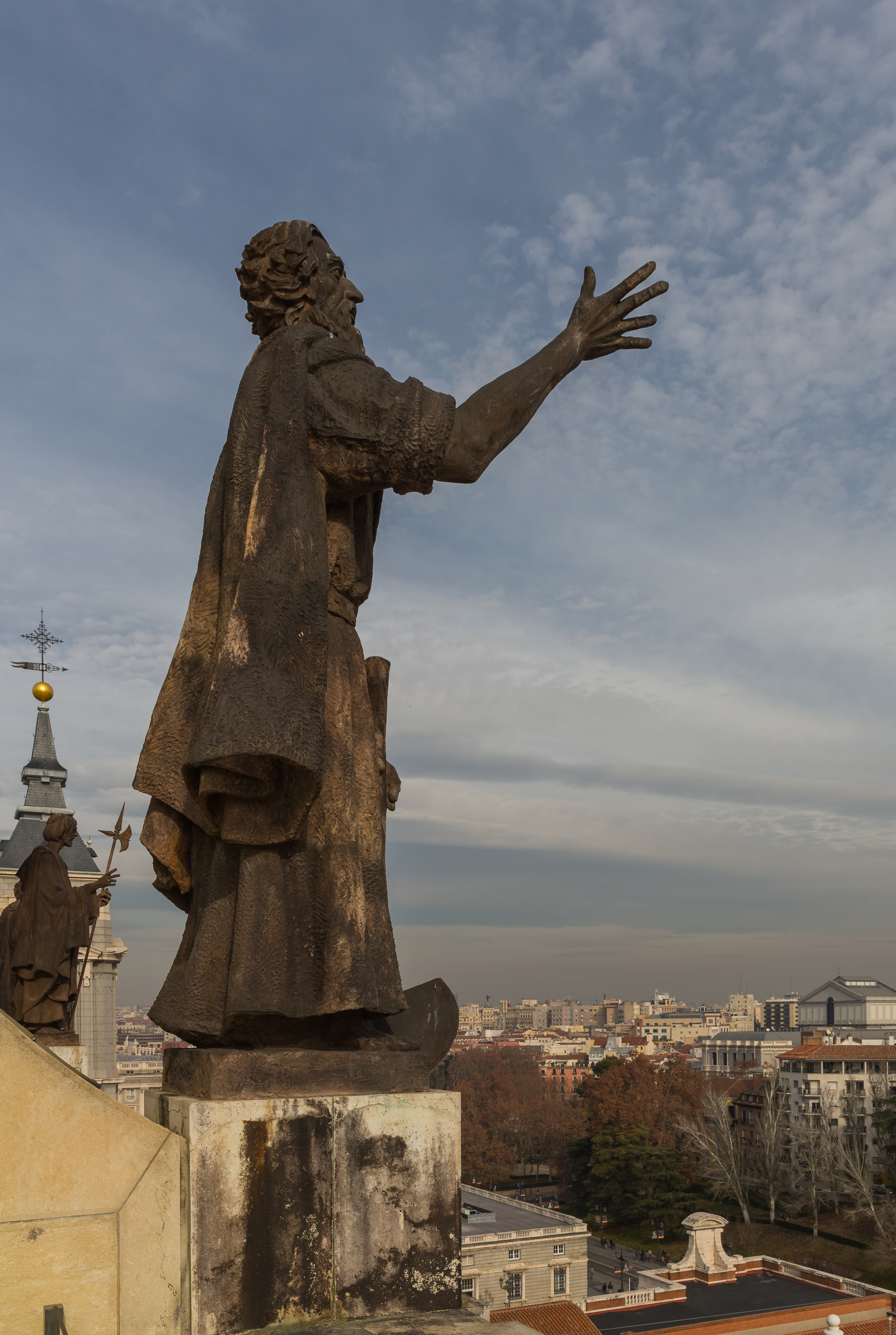
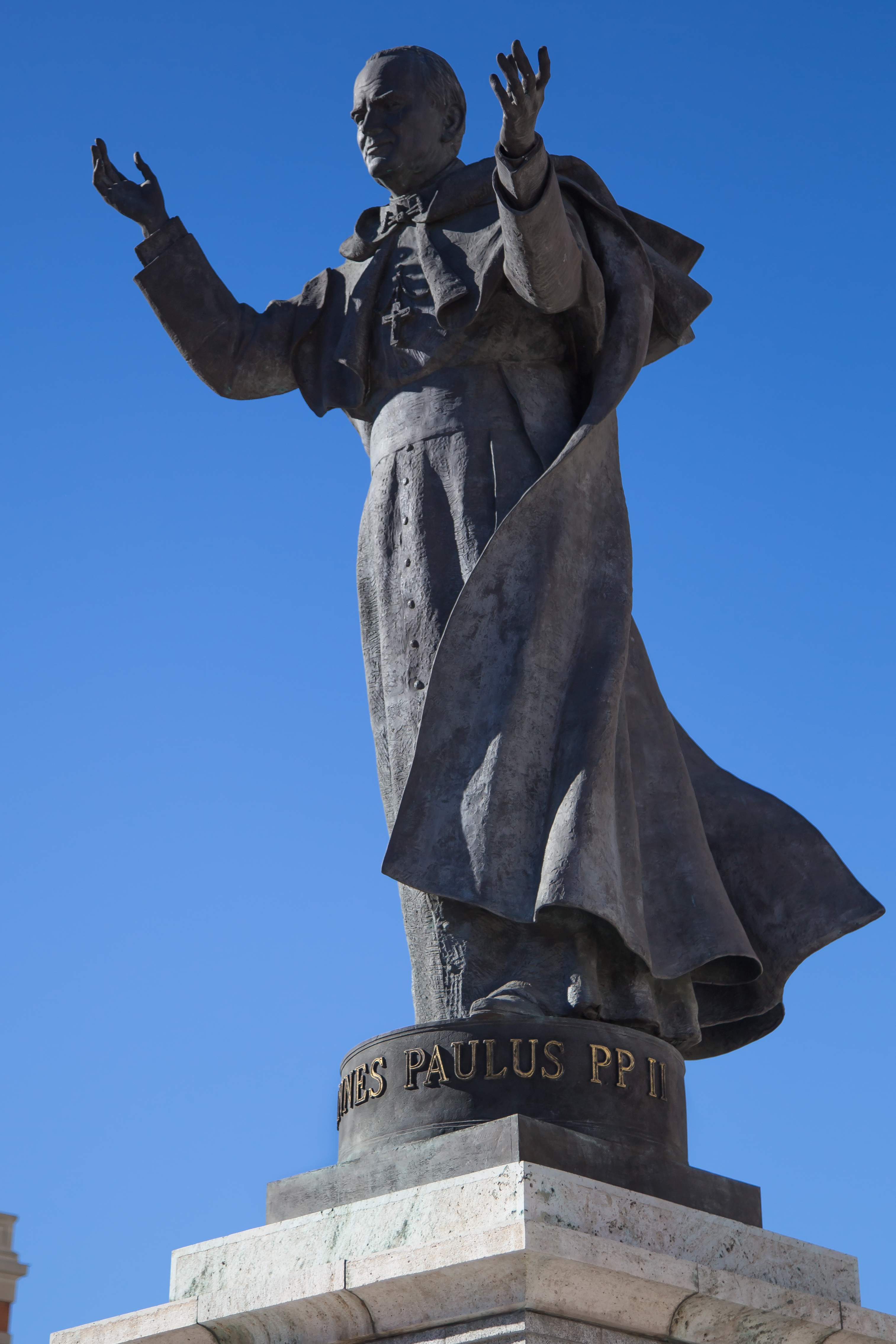
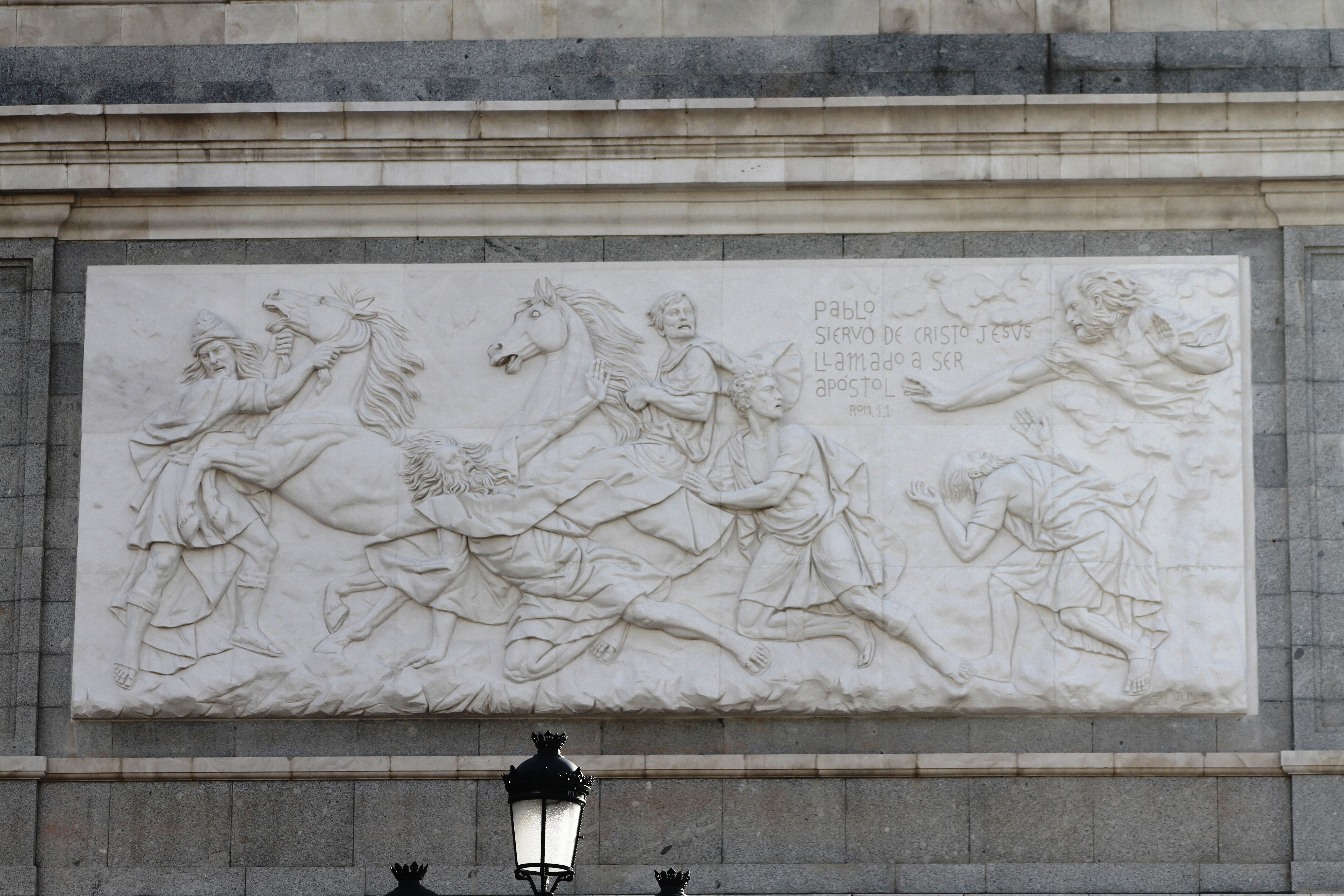
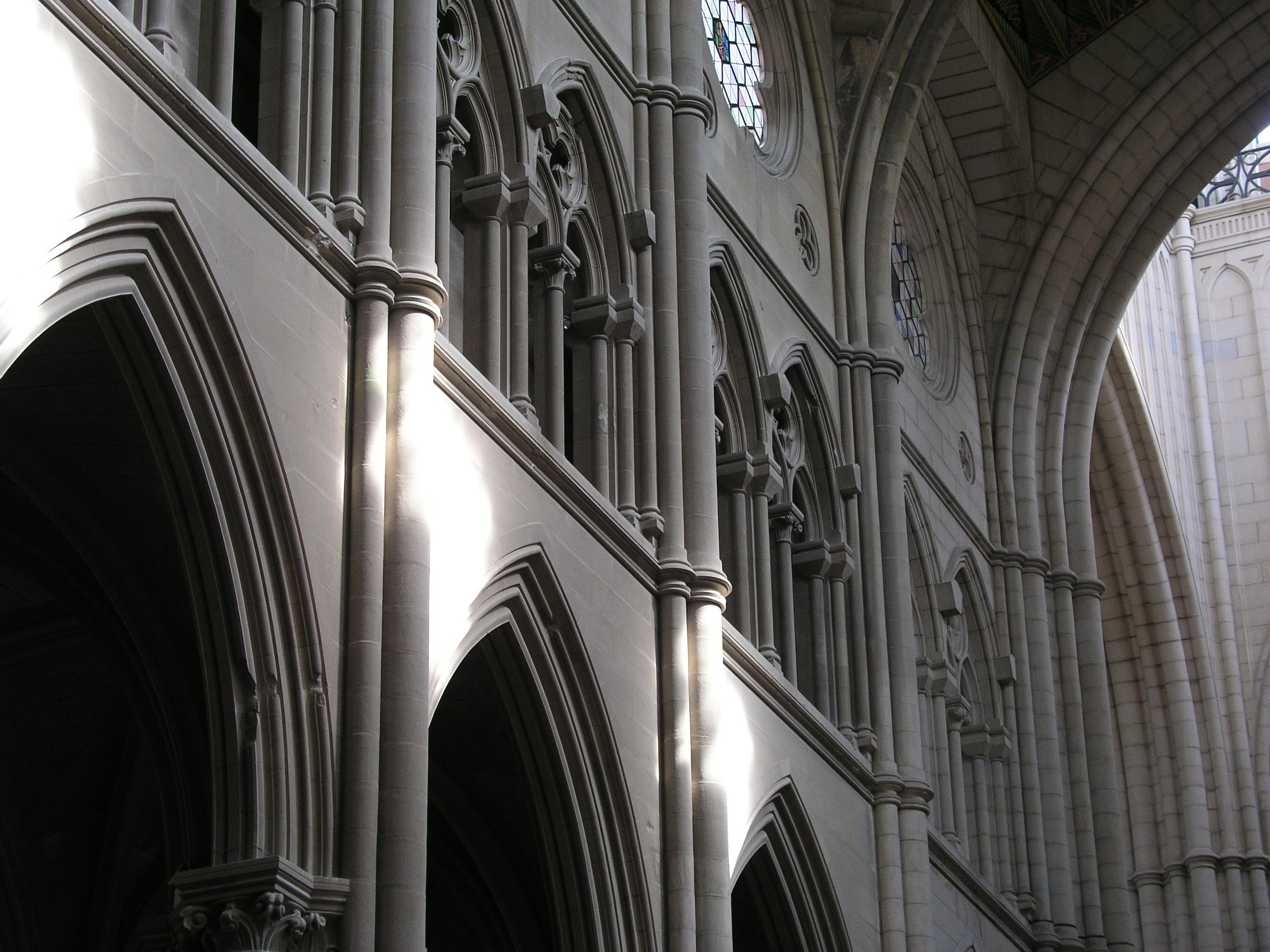
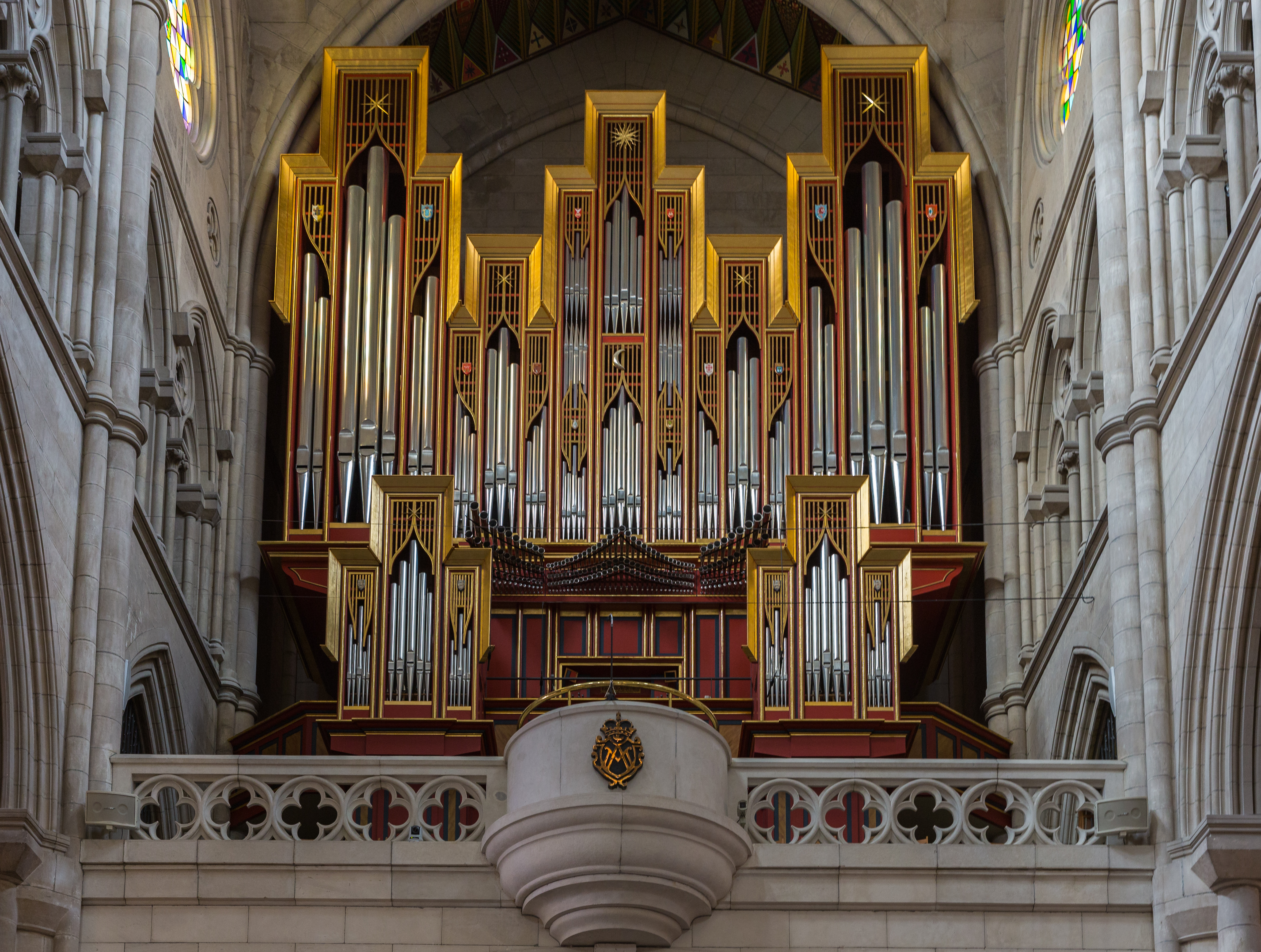
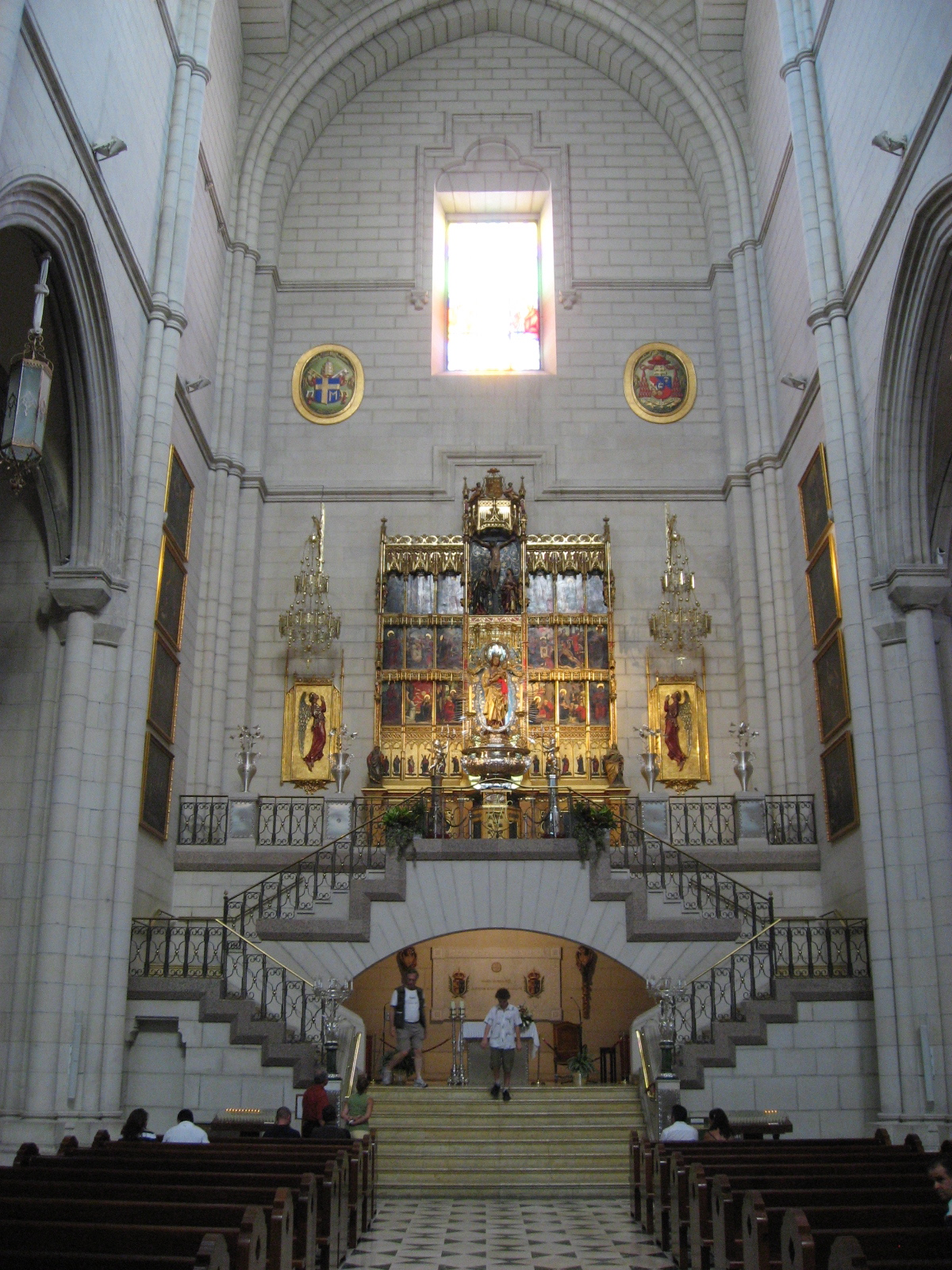
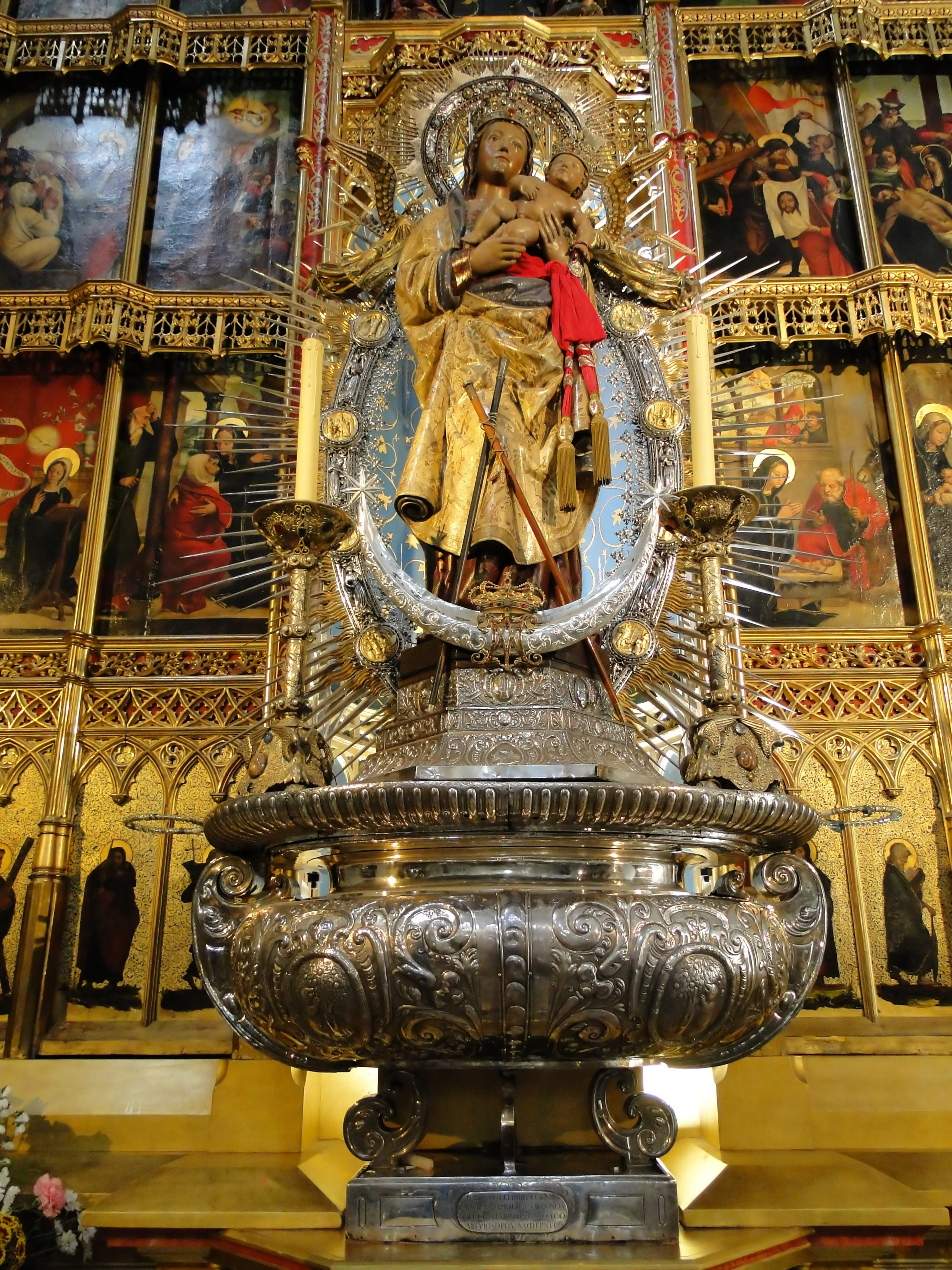
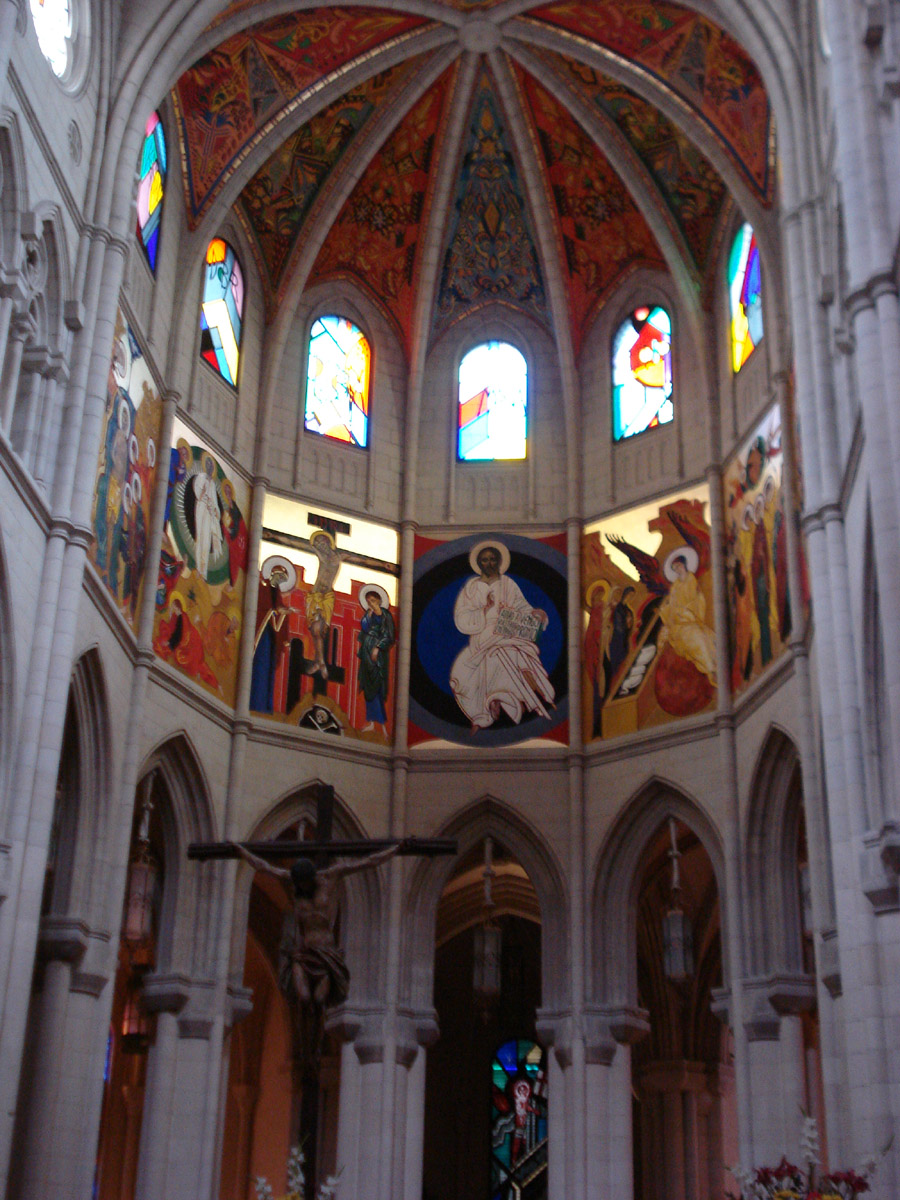
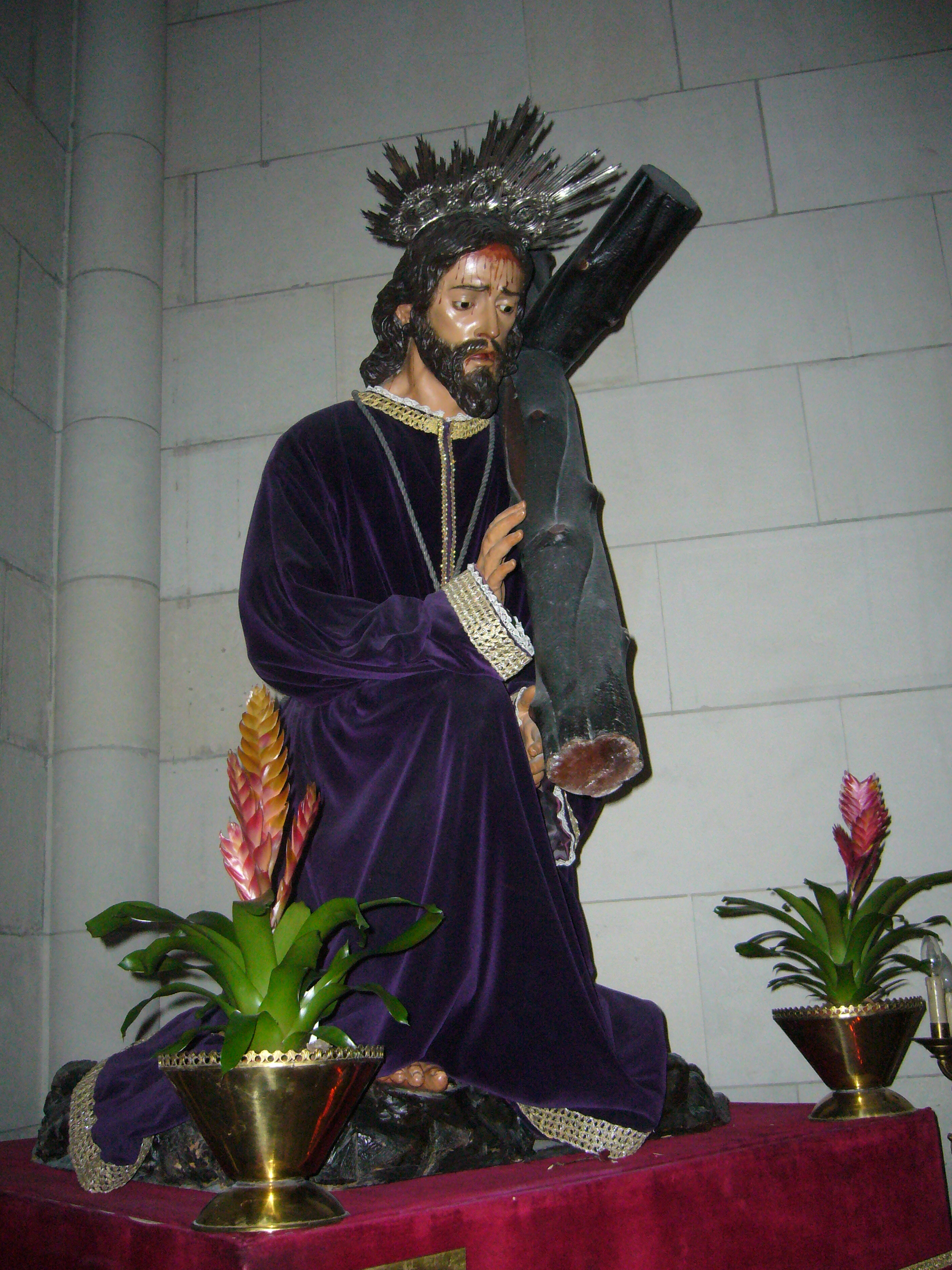
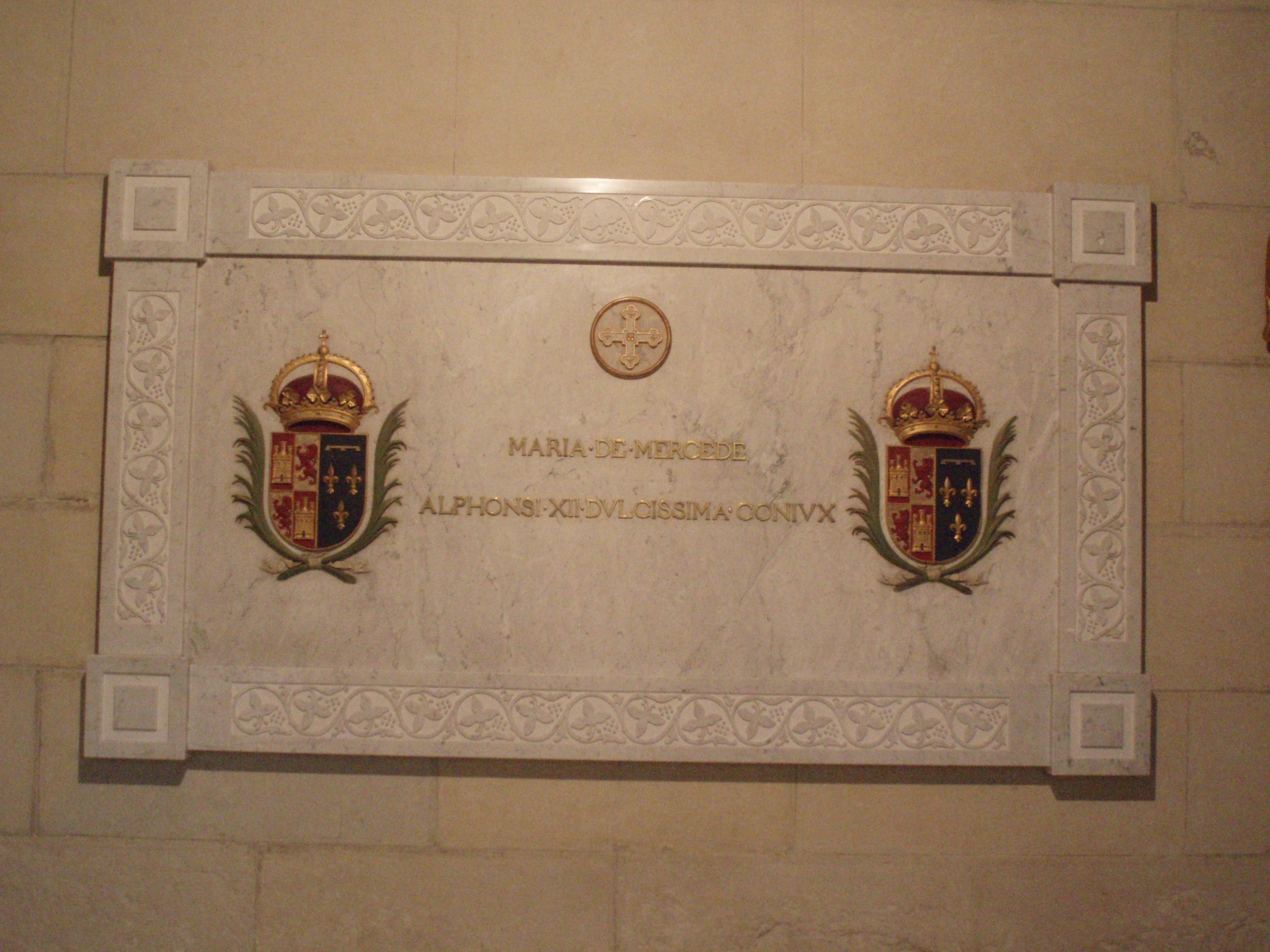
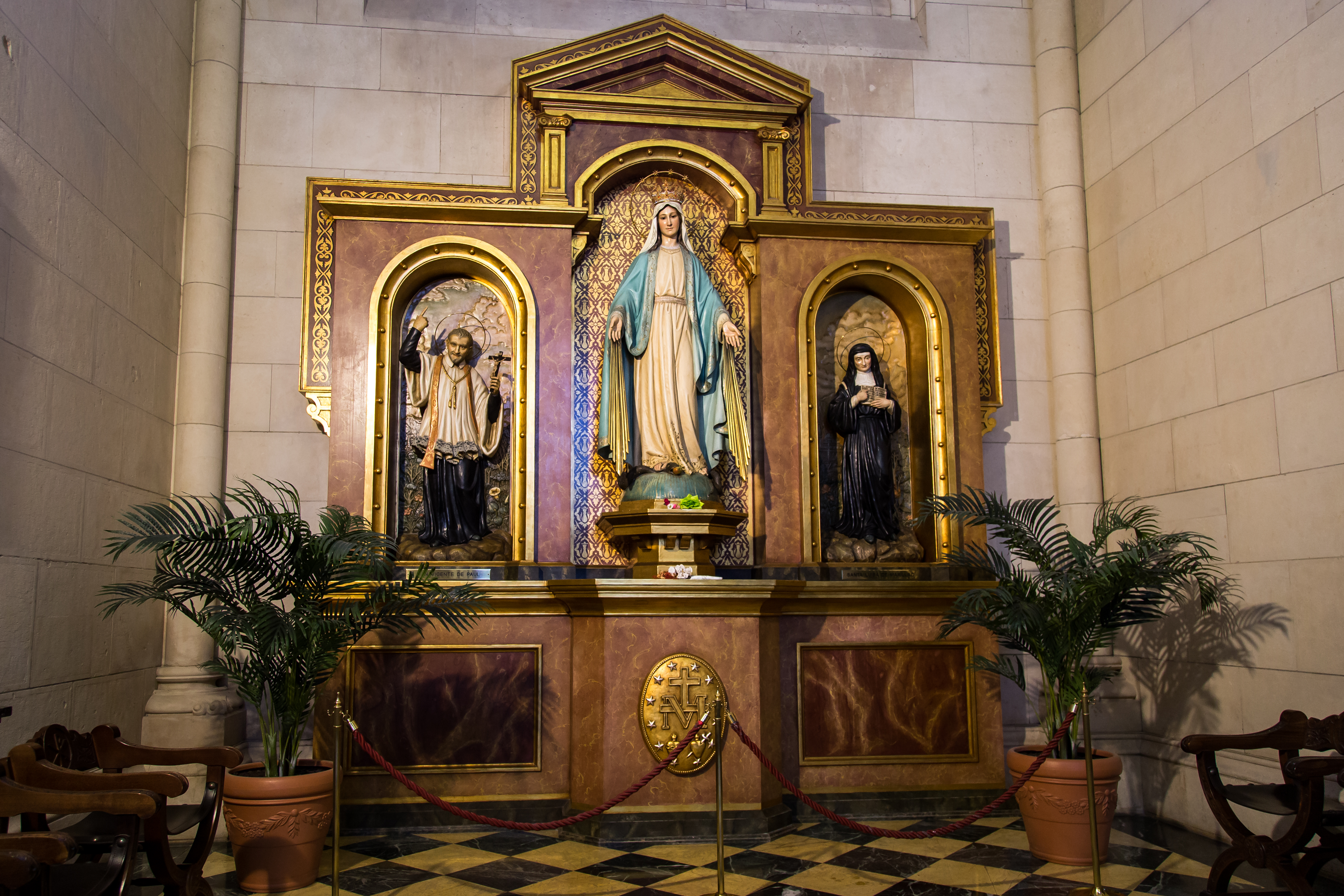
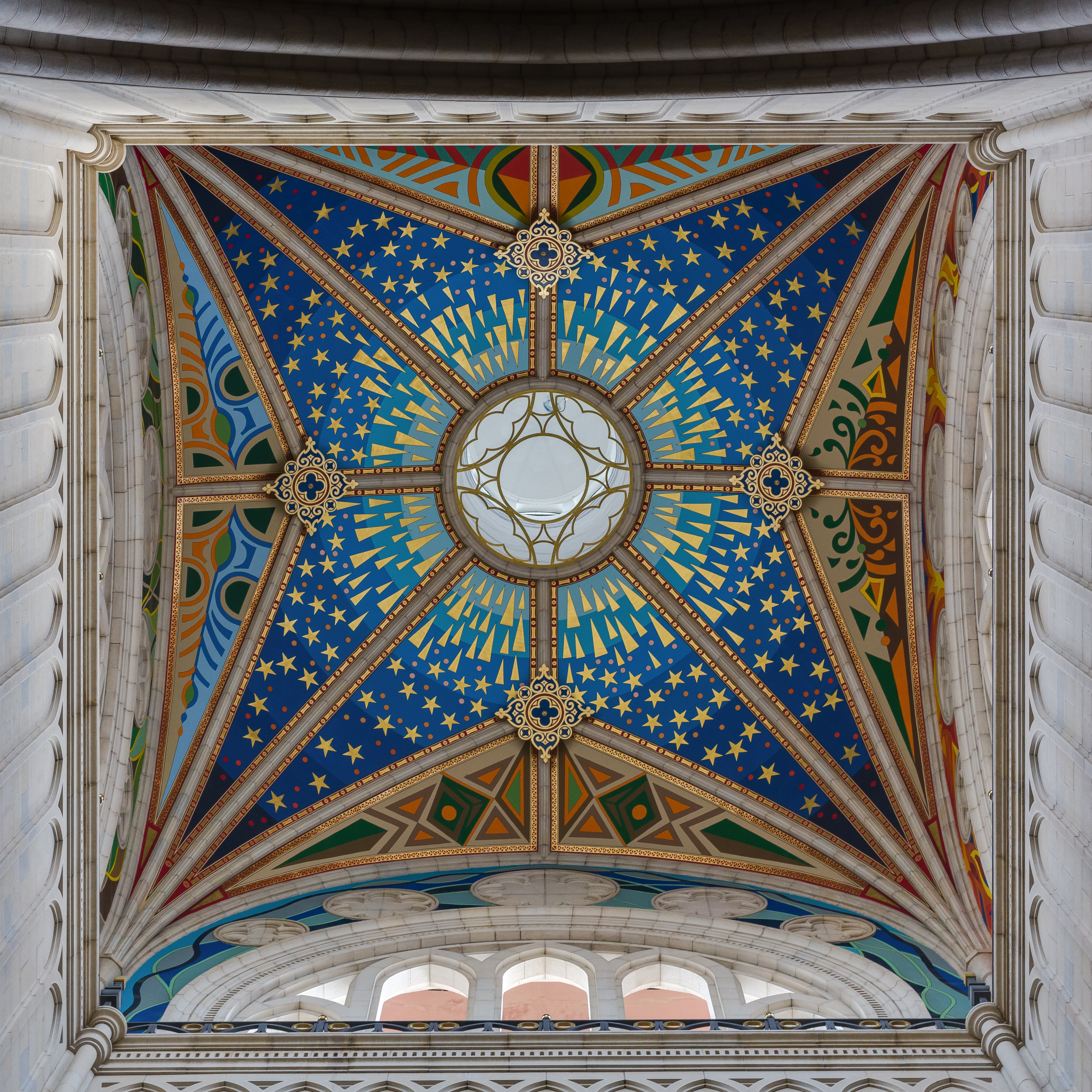
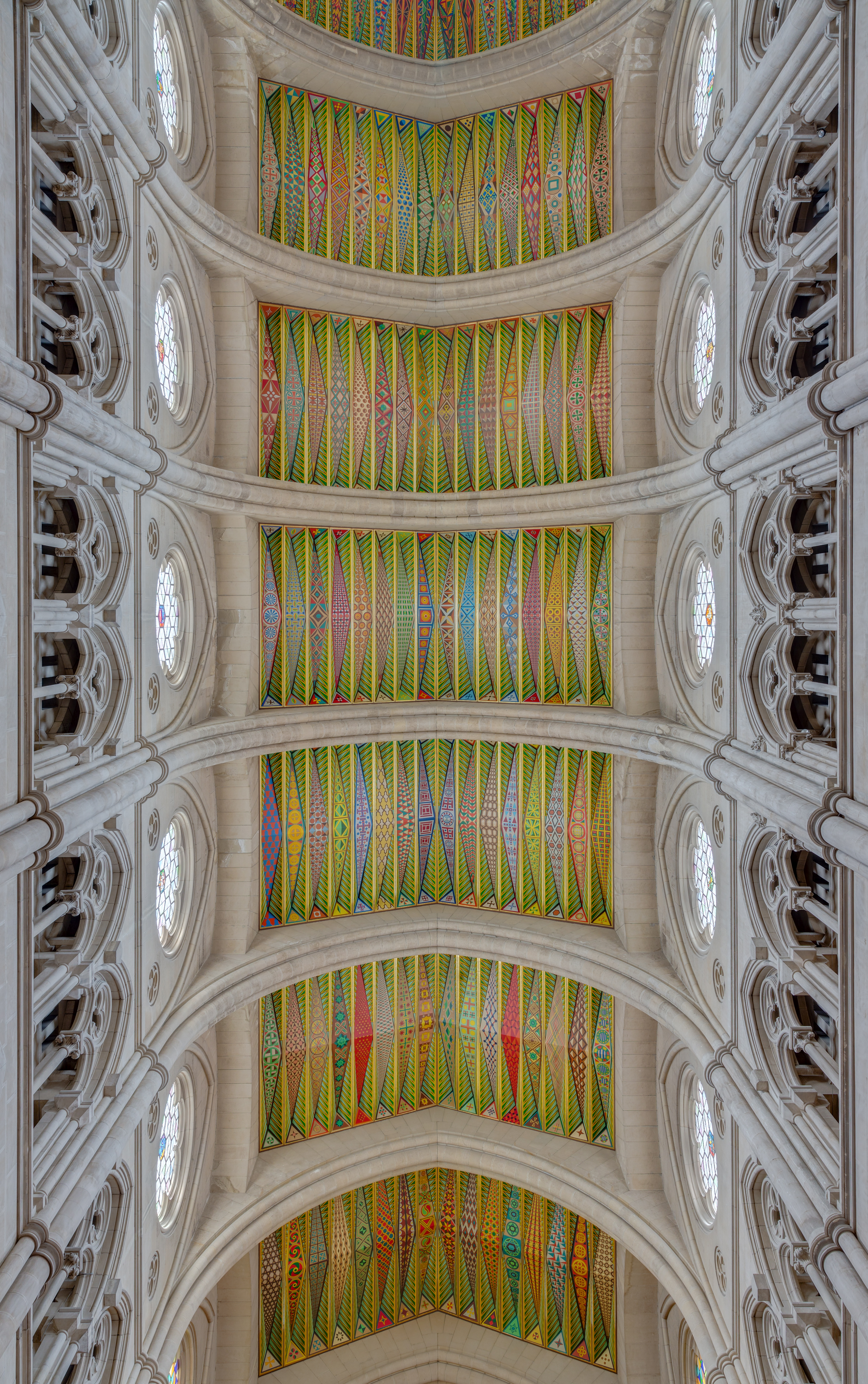
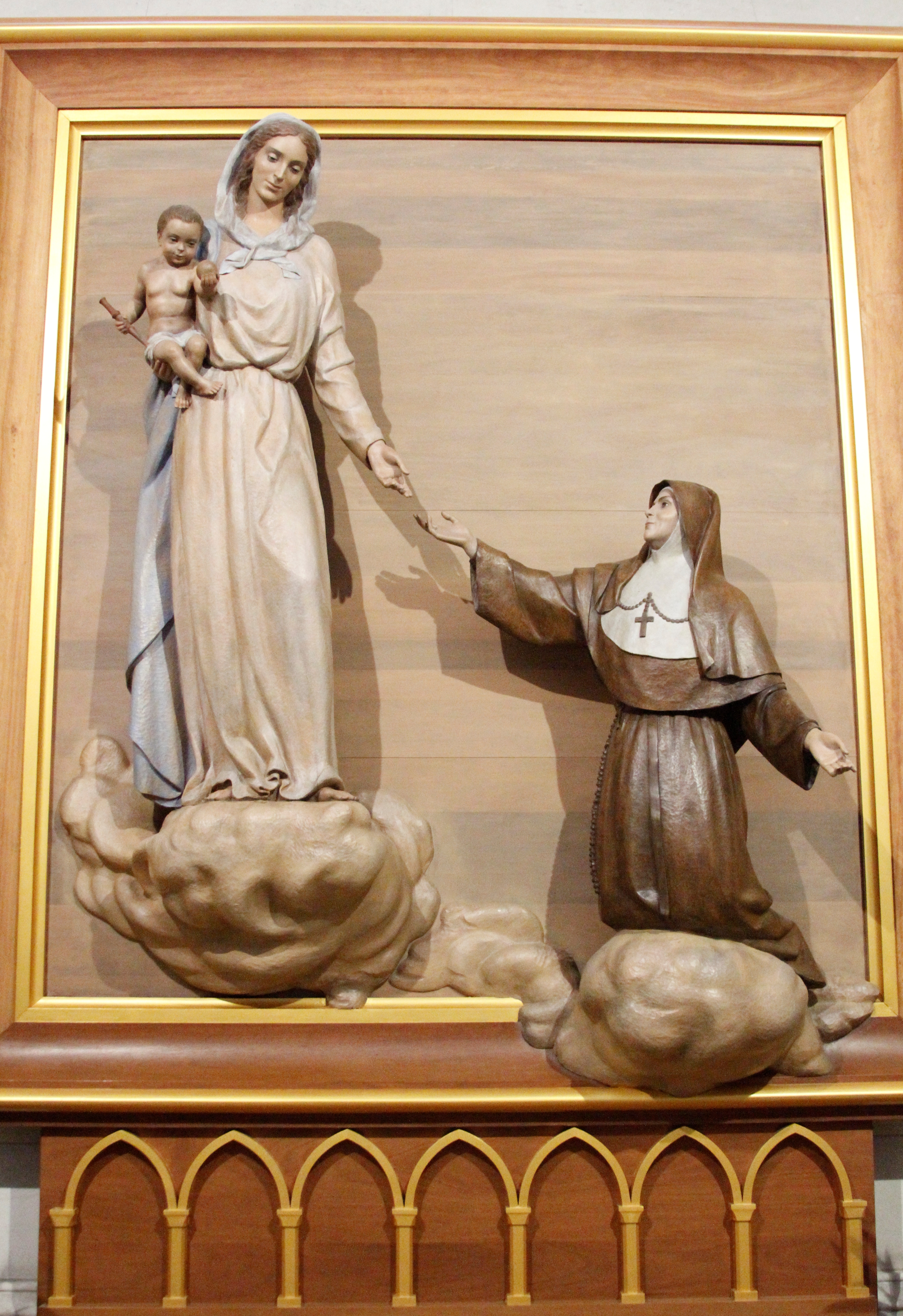
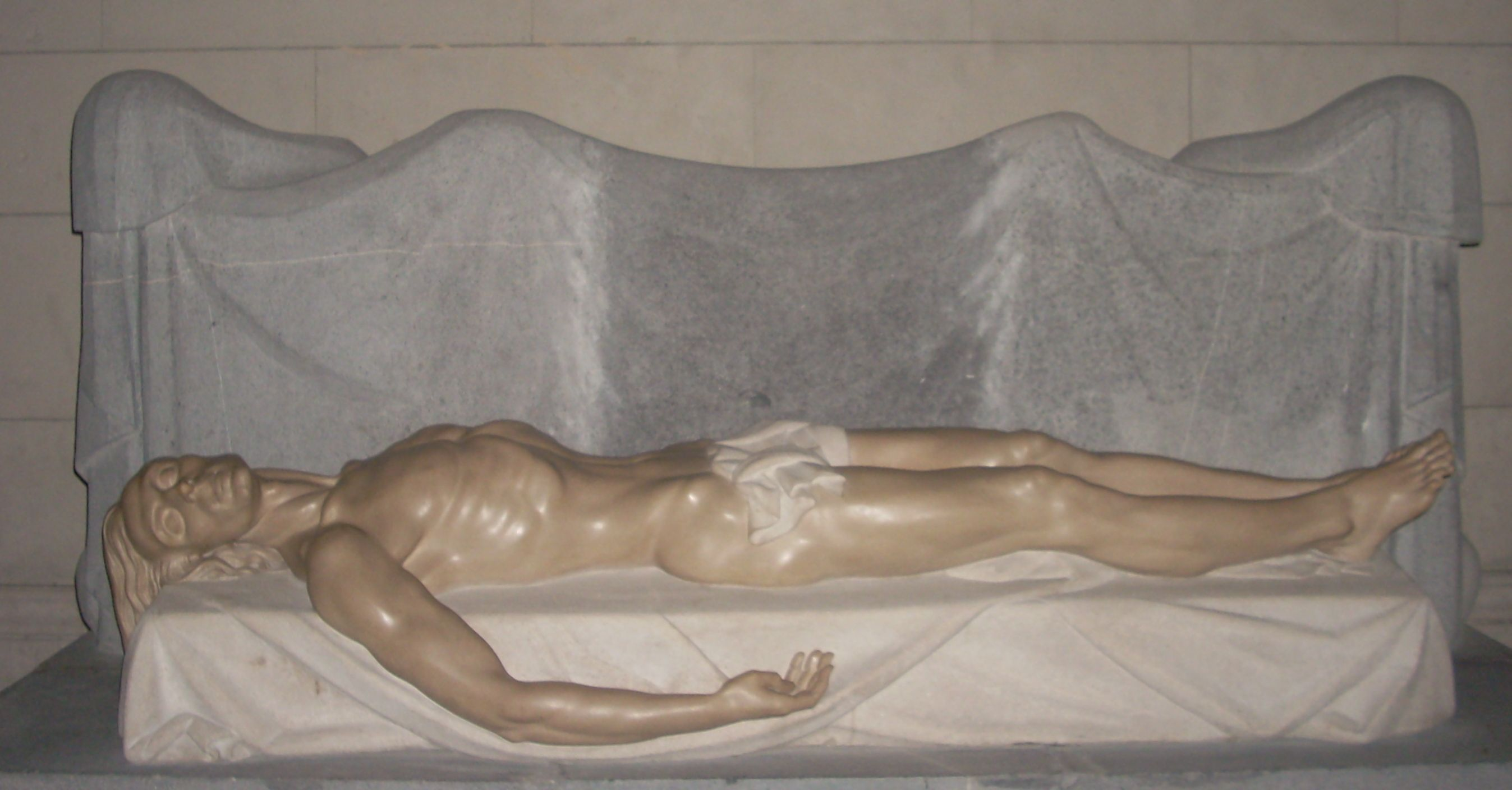
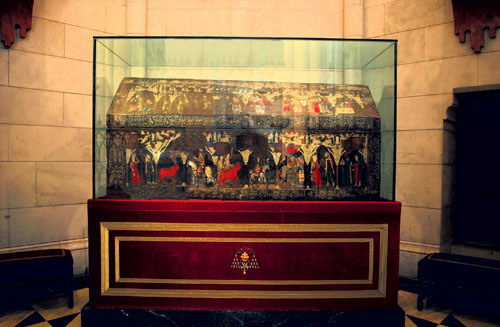